# Secțiune printr-un oraș bolnav
Secțiune printr-un oraș bolnav (titlu original Vue en coupe d'une ville malade) este o colecție de povestiri science-fiction fantasy horror de Serge Brussolo. A apărut prima oară în 1980 la Éditions Denoël în colecția Présence du futur nr. 300.

## Cuprins
- Vue en coupe d'une ville malade  - Secțiune printr-un oraș bolnav
- La mouche et l'araignée - Musca și păianjenul
- La sixième colonne - A șasea coloană
- Comme un miroir mort - Ca o oglindă moartă
- Soleil de soufre - Soarele de sulf
- …de l'érèbe et de la nuit - …al lui Erebus și al nopții
- Mémorial in vivo : journal inachevé - Memorii pe viu
- Off
- Anamorphose ou les liens du sang - Anamorfoză sau Legăturile de sânge

## Traduceri în limba română
- Secțiune printr-un oraș bolnav, Editura Trei, 2014, 244 pag. ISBN 978-606-719-090-8 Traducere de Ana Antonescu. Colecție coordonată de Mihai Dan Pavelescu